# 金城大学短期大学部
金城大学短期大学部（日语：／ Kinjō Daigaku Tanki Daigakubu *），简称金短（きんたん），是一所位于日本石川县白山市的私立短期大学。

## 概要

### 简介
- 学校最早可以追溯到1904年[1]。短期大学为于1976年开办[1]、由学校法人金城学园经营、是男女同校[2]。「游学的精神的培养」和「良妻贤母的培养」为学园训[3]。前身是金城短期大学（日语：／ Kinjō Tanki Daigaku *）。

### 历史
- 1976年 金城短期大学成立并同时设置两个学科、以下列举[1]。
  - 幼儿教育科（招収只女学生）
  - 美术科
- 1984年 秘书科（招収只女学生）成立[1][1]。
- 1991年 三个学科改名为[1]。
  - 幼儿教育科→幼儿教育学科
  - 美术科→美术学科
  - 秘书科→秘书学科（改编为商务实际业务学科[注 1]）
- 1995年 开始招収男学生于美术学科和秘书学科[1]。
- 1998年 福利专攻成立于专科[1]。
- 2000年 改校名为金城大学短期大学部[1]。

### 宪章
- 请参看金城大学短期大学部的标志 （日語） 2014年2月13日阅览。

## 学校环境
- 校区：在石川县白山市

## 历任校长
- 大平胜马：第一代短期大学校长[4]。
- 中山治男：现在短期大学校长[5]

## 组织

### 学科
- 幼儿教育学科
- 美术学科
- 商务实际业务学科[注 1]

### 专科
| - 福利专攻 |

### 业余课程
| - 留学生业余课程 |

## 相关链接
- 日本短期大学列表